# Гарбрандт, Коди
Коди Гарбрандт (англ. Cody Garbrandt; род. 7 июля 1991, Юриксвилл, Огайо, США) — американский боец смешанных единоборств, выступающий под эгидой UFC. Бывший чемпион UFC в легчайшем весе.

## Ранние годы
Коди Гарбрандт родился и вырос в Юриксвилле, штат Огайо. В возрасте 15-ти лет начал заниматься боксом, под руководством своего дяди, спортсмена олимпийского запаса. В Клеймонтской средней школе, Гарбрандт стал заниматься борьбой. В 2007 году, на первом курсе колледжа, Коди выиграл чемпионат штата, а в 2008 году занял второе место. Затем Гарбрандт вернулся в бокс и начал любительскую карьеру, которая остановилась на рекорде 32-1. Далее последовал переход Коди в ММА. В 2009 году он участвовал в нескольких любительских боях в Северо-восточном Огайо, а в 2012 году он начал заниматься смешанными единоборствами на профессиональном уровне.

## Личная жизнь
В июле 2017 года, Коди женился на модели тайского происхождения Дэнни Пимсангуан. В 2018 году у пары родился первенец Кай Гарбрандт. На данный момент пара не живет вместе, однако не оформляла развод официально.
Коди является большим фанатом собак породы питбуль, а также имеет свою компанию по разведению и продаже питбулей — NoLove Bullies.

## Карьера в UFC
Свой дебютный бой Коди Гарбрандт провёл на турнире UFC 182 против Маркуса Бримэджа. Гарбрандт выиграл бой техническим нокаутом в третьем раунде, хотя перед боем считался аутсайдером.
В рамках турнира UFC 189 Коди Гарбрандт провёл бой с Энрике Брионесом. По ходу боя, Гарбрандт отправлял своего оппонента на канвас, провёл 6 попыток тейкдауна, из которых 3 оказались удачными. В результате, единогласным решением судей (30-27) победу одержал Коди Гарбрандт.
На турнире UFC Fight Night 83, Гарбрандт должен был сразиться с Джоном Линекером, но за неделю до боя Линекер выбыл из боя из-за заражения лихорадкой Денге и был заменён на Аугусто Мендеса. Гарбрандт выиграл бой техническим нокаутом в первом раунде. Бой проходил в промежуточном весе.
На турнире UFC Fight Night 88 состоялся бой между Гарбрандтом и бразильцем Томасом Алмейдой, считавшимся фаворитом в противостоянии. Коди Гарбрандт нокаутировал Алмейду уже в первом раунде, в результате чего получив бонус «Выступление вечера».
Следующим соперником Коди Гарбрандта стал Такэя Мидзугаки на турнире UFC 202. Гарбрандт выиграл бой техническим нокаутом на первых минутах первого раунда. Победа над Мизугаки стала самой быстрой в его профессиональной карьере.
На турнире UFC 207 Коди Гарбрандт провёл бой за чемпионский пояс против Доминика Круса. Несмотря на то, что до боя фаворитом считался именно Крус, Гарбрандт доминировал над противником, перебивая его на руках, несколько раз отправил Круса в нокдаун и продемонстрировал непоколебимую приверженность продуманному плану на бой, хладнокровно разбирая противника в стойке на протяжении всех 5 раундов противостояния. Коди Гарбрандт выиграл бой единогласным решением судей и стал новым чемпионом UFC в легчайшем весе. Для Круса это поражение стало первым за последние 10 лет.
В UFC Коди Гарбрандт зарекомендовал себя в качестве первоклассного ударника с отличными навыками бокса. Тактическая победа над чемпионом Домиником Крусом, одержанная Гарбрандтом в доминирующей манере, длительная серия побед нокаутом, а также красивый и зрелищный стиль ведения боя способствовали притоку множества фанатов Гарбрандта в мире смешанных единоборств.
Тем не менее, 4 ноября 2017 года на турнире UFC 217 Коди Гарбрандт утратил титул чемпиона в бою против Ти Джея Диллашоу, потерпев поражение техническим нокаутом во втором раунде боя в результате безрассудного размена ударами с противником. В последующих двух боях (реванше против Ти Джея Диллашоу 4 августа 2018 на UFC 227 и бою против Педро Муньоса 3 марта 2019 на UFC 235) Гарбрандт потерпел поражения аналогичным образом, тем самым закрепив за собой репутацию любителя разменяться со своими соперниками, что в большинстве случаев заканчивается поражением нокаутом для Коди, инициирующего такой характер ведения боя. На протяжении трёх боёв Гарбрандт не изменял своей излюбленной тактике и на тот момент вёл серию из трёх последовательных поражений нокаутом по вышеперечисленным причинам.
7 июня 2020 года в Лас-Вегасе состоялся юбилейный турнир UFC 250, в котором Коди Гарбрандт наконец закрыл серию поражений. Американец одолел бразильца-ветерана, 37-летнего Рафаэла Асунсана. Первый раунд прошёл относительно спокойно, в котором оба оппонента изучали друг друга, периодически выбрасывая удары, «прощупывая» почву. Во втором раунде Коди начал действовать агрессивно, время от времени выбрасывал свои фирменные нокаутирующие удары с обеих рук, периодически попадая по Ассунсао. В самом конце отрезка, одновременно с гонгом, Коди, опустив руки, спровоцировал Асунсана на атаку, уклонился вниз и на подъёме выбросил сильнейший боковой удар в челюсть с правой руки, который отправил бразильца в глубокий нокаут. Последнему потребовалась медицинская помощь, чтобы прийти в себя.

## Титулы и достижения
- Ultimate Fighting Championship
  - Чемпион UFC в легчайшем весе (один раз)
  - Обладатель премии «Выступление вечера» (два раза) против Томаса Алмейды, Рафаэль Асунсао
  - Обладатель премии «Лучший бой вечера» (один раз) против Доминика Круса
  - Обладатель премии «Бой вечера» против Педро Муньоса

## Статистика в профессиональном ММА
| Боёв 21  | Побед 14 | Поражений 7 |
| -------- | -------- | ----------- |
| Нокаутом | 11       | 4           |
| Сдачей   | 0        | 1           |
| Решением | 3        | 2           |

| Результат | Рекорд | Соперник           | Способ                            | Турнир                                     | Дата            | Раунд | Время | Место                  | Примечание                                                         |
| --------- | ------ | ------------------ | --------------------------------- | ------------------------------------------ | --------------- | ----- | ----- | ---------------------- | ------------------------------------------------------------------ |
| Поражение | 14-7   | Райони Барселос    | Единогласное решение              | UFC Fight Night: Усман vs. Бакли           | 14 июня 2025    | 3     | 5:00  | Атланта, Джорджия, США |                                                                    |
| Поражение | 14-6   | Дейвисон Фигейреду | Сдача (удушение сзади)            | UFC 300                                    | 13 апреля 2024  | 2     | 4:02  | Лас-Вегас, Невада, США |                                                                    |
| Победа    | 14-5   | Брайан Келлехер    | Нокаут (удар)                     | UFC 296                                    | 16 декабря 2023 | 1     | 3:42  | Лас-Вегас, Невада, США |                                                                    |
| Победа    | 13-5   | Тревин Джонс       | Единогласное решение              | UFC 285                                    | 4 марта 2023    | 3     | 5:00  | Лас-Вегас, Невада, США | Вернулся в легчайший вес.                                          |
| Поражение | 12-5   | Кай Кара-Франс     | Технический нокаут (удары)        | UFC 269                                    | 11 декабря 2021 | 1     | 3:21  | Лас-Вегас, Невада, США | Дебют в наилегчайшем весе.                                         |
| Поражение | 12-4   | Роб Фонт           | Единогласное решение              | UFC Fight Night: Font vs. Garbrandt        | 22 мая 2021     | 5     | 5:00  | Лас-Вегас, Невада, США |                                                                    |
| Победа    | 12-3   | Рафаэл Асунсан     | Нокаут (удар)                     | UFC 250                                    | 7 июня 2020     | 2     | 4:59  | Лас-Вегас, США         | Выступление вечера.                                                |
| Поражение | 11-3   | Педру Муньюс       | Технический нокаут (удары)        | UFC 235                                    | 3 марта 2019    | 1     | 4:52  | Лас-Вегас, США         | Бой вечера.                                                        |
| Поражение | 11-2   | Ти Джей Диллашоу   | Нокаут (удар коленом и добивание) | UFC 227                                    | 4 августа 2018  | 1     | 4:17  | Лос-Анджелес, США      | Бой за титул чемпиона UFC в легчайшем весе.                        |
| Поражение | 11-1   | Ти Джей Диллашоу   | Технический нокаут (удары)        | UFC 217                                    | 4 ноября 2017   | 2     | 2:41  | Нью-Йорк, США          | Утратил титул чемпиона UFC в легчайшем весе.                       |
| Победа    | 11-0   | Доминик Крус       | Единогласное решение              | UFC 207                                    | 30 декабря 2016 | 5     | 5:00  | Лас-Вегас, США         | Завоевал титул чемпиона UFC в легчайшем весе. «Лучший бой вечера». |
| Победа    | 10-0   | Такэя Мидзугаки    | Технический нокаут (удары)        | UFC 202                                    | 20 августа 2016 | 1     | 0:48  | Лас-Вегас, США         |                                                                    |
| Победа    | 9-0    | Томас Алмейда      | Нокаут (удар)                     | UFC Fight Night: Almeida vs. Garbrandt     | 29 мая 2016     | 1     | 2:53  | Лас-Вегас, США         | Выступление вечера.                                                |
| Победа    | 8-0    | Аугусто Мендес     | Технический нокаут (удары)        | UFC Fight Night: Cowboy vs. Cowboy         | 21 февраля 2016 | 1     | 4:18  | Питтсбург, США         | Бой в промежуточном весе.                                          |
| Победа    | 7-0    | Генри Брайонес     | Единогласное решение              | UFC 189                                    | 11 июля 2015    | 3     | 5:00  | Лас-Вегас, США         |                                                                    |
| Победа    | 6-0    | Маркус Бримейдж    | Технический нокаут (удары)        | UFC 182                                    | 3 января 2015   | 3     | 4:50  | Лас-Вегас, США         |                                                                    |
| Победа    | 5-0    | Чарльз Стэнфорд    | Технический нокаут (удары)        | NAAFS 8                                    | 4 октября 2014  | 1     | 1:37  | Кантон, США            |                                                                    |
| Победа    | 4-0    | Джеймс Портер      | Технический нокаут (удары)        | Pinnacle FC: Pittsburgh Challenge Series 7 | 24 мая 2014     | 1     | 2:17  | Питтсбург, США         |                                                                    |
| Победа    | 3-0    | Доминик Маззотта   | Технический нокаут (удары)        | Gladiators of the Cage 4                   | 15 марта 2014   | 2     | 0:32  | Питтсбург, США         | Возвращение в легчайший вес.                                       |
| Победа    | 2-0    | Шейн Менли         | Нокаут (удары)                    | Pinnacle FC: Pittsburgh Challenge Series 5 | 27 ноября 2013  | 1     | 3:57  | Канонсбург, США        | Дебют в полулёгком весе.                                           |
| Победа    | 1-0    | Чарльз Кессинджер  | Технический нокаут (удары)        | Pinnacle FC: Pittsburgh Challenge Series 1 | 29 декабря 2012 | 1     | 4:11  | Канонсбург, США        |                                                                    |